# Милевский, Артём Владимирович
Артём Влади́мирович Миле́вский (бел. Арцём Уладзіміравіч Мілеўскі, укр. Артем Володимирович Мілевський; род. 12 января 1985[…], Минск) — белорусский и украинский футболист, нападающий. Выступал за сборную Украины.

## Клубная карьера
Начинал карьеру в Беларуси, с семи лет тренируясь в минской ДЮСШ «Смена», первый тренер — Николай Волков, выступал за юношескую сборную Беларуси, последний матч за которую провёл 28 сентября 2000 года.
В 2000 году в 15 лет переехал на Украину и поступил в футбольную академию известного тренера Павла Яковенко. С 2001 по 2002 год играл в дубле команды «Борисфен», потом перешёл во второй состав киевского «Динамо». В последующие годы был игроком основы киевской команды.

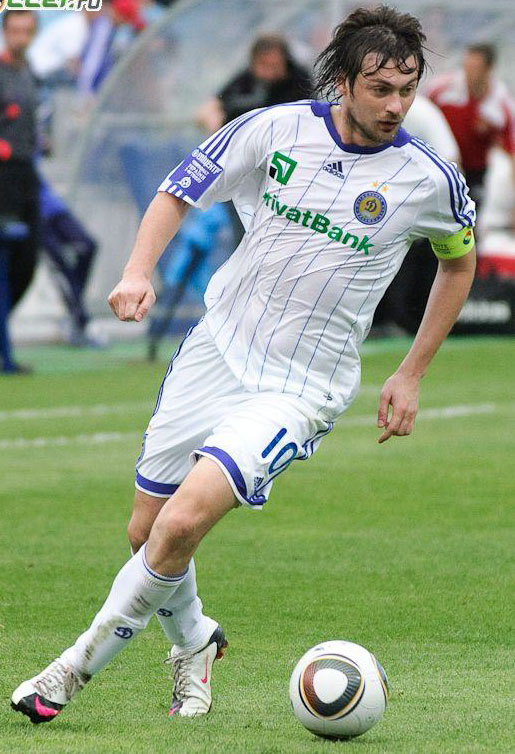
Милевский в форме «Динамо» (Киев)

В ноябре 2012 года главный тренер «Динамо» Олег Блохин перевёл Милевского в дублирующий состав «Динамо», на пресс-конференции прокомментировал отсутствие Милевского на очередной игре первой команды так: «Милевский за снижение физической формы отправлен в дубль. В дубле будет тренироваться!»
После этого регулярно стали появляться слухи об интересе к футболисту со стороны различных клубов: «Бешикташ», «Касымпаша», киевский «Арсенал». Футболист даже смог договориться об аренде в «Ливорно», однако переход не состоялся, поскольку сроки ожидания подтверждения со стороны киевского клуба прошли. В итоге Милевский покинул киевскую команду 5 сентября 2013 года, когда истёк срок его контракта с клубом. В этот же день футболист оформил отношения с турецким «Газиантепспором». Соглашение было подписано сроком на 3 года. Зарплата Милевского составляла 800 тысяч евро в год. Дебютировал за «Газиантепспор» 20 сентября 2013 года в выездном матче против ФК «Акхисар Беледиеспор», выйдя на 71 минуте на замену вместо Эзбайрактара, но так и не смог помочь своему новому клубу добыть очки, матч закончился 2:0 в пользу хозяев. Первый гол забил во втором матче за «Газиантеспор», 28 сентября 2013 года, в домашнем матче против «Карабюкспора». Встреча завершилась со счётом 3:0 в пользу клуба Артёма. 31 декабря 2013 года расторг контракт по соглашению сторон, поскольку, по словам агента футболиста, клуб ни разу не выплатил зарплату украинцу с момента его перехода. За разрыв контракта с турецким клубом игрок получил компенсацию в 100 тысяч евро.
В конце июля 2014 года Милевский стал игроком хорватского клуба «Хайдук» (Сплит). 26 октября 2014 года забил дебютный гол за «Хайдук». Всего за клуб из Сплита провёл 27 официальных матчей (21 в чемпионате, 5 в Кубке Хорватии и 1 в Лиге Европы), в которых забил 3 мяча (все в чемпионате). 3 сентября 2015 года покинул «Хайдук». 4 октября 2015 года стал игроком «Сплита», с которым подписал контракт на 1,5 года, но вскоре клуб разорвал контракт с игроком.
5 февраля 2016 года стал игроком румынской «Конкордии». 30 мая 2016 года покинул команду.
1 сентября 2016 года подписал двухлетний контракт с российским клубом ФНЛ «Тосно» Дебютировал 2 октября в домашнем матче против клуба «Луч-Энергия» (1:2), выйдя на 62-й минуте. В начале июня появилась информация об уходе Милевского из клуба, но окончательно контракт по соглашению сторон был расторгнут через месяц.
6 июля 2017 года Милевский подписал контракт с брестским «Динамо». Соглашение было рассчитано на 1,5 года. В составе команды провёл 38 матчей, забил 10 голов и набрал 13 ассистентских баллов. 19 июля 2018 года контракт был расторгнут. На официальном сайте клуба сообщалось, что контракт расторгнут по соглашению сторон. Сам Милевский в интервью выразил сожаление по поводу своего ухода из клуба.
В конце августа 2018 подписал двухлетний контракт с венгерским клубом «Кишварда».
12 января 2019 года подписал контракт с «Динамо-Брест». И в этот же год за тур до финиша белорусского первенства оформил национальное чемпионство, опередив ближайшего конкурента БАТЭ на пять пунктов.
24 декабря 2020 года подписал контракт на 1,5 года с выступающим в УПЛ футбольным клубом «Минай». Всего за клуб провел 10 игр, в которых не отличился результативными действиями. По окончании сезона покинул команду. 23 сентября 2021 года в видеообращении, размещённом на своём YouTube-канале, объявил о решении завершить карьеру в возрасте 36 лет.

## Карьера в сборной

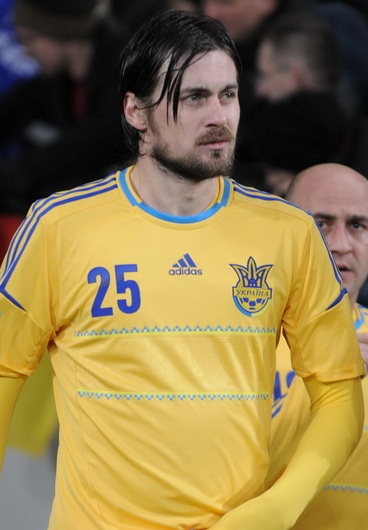
Милевский в форме сборной Украины

Ещё до переезда в Киев заявил, что хочет играть за сборную Украины, однако Белорусская федерация футбола не желала уступать Федерации футбола Украины и отдавать перспективного, с точки зрения БФФ, игрока. Разразился скандал, в который вмешался президент ФИФА Йозеф Блаттер. При посредничестве тогдашнего президента РФС Вячеслава Колоскова он попросил Украину и Беларусь разрешить вопрос мирным путём. В итоге был подписан «меморандум» о взаимопонимании, по которому Беларусь добровольно отказалась от Милевского. К тому времени он уже получил гражданство Украины.
Дебютировал в составе национальной сборной Украины на чемпионате мира по футболу 2006 в Германии, в матче группового этапа против Саудовской Аравии, где он вышел на 86-й минуте, заменив Андрея Шевченко. В 1/8 финала играл против Швейцарии, встреча закончилась нулевой ничьей. В послематчевой серии 11-метровых ударов бил пенальти вторым, после Шевченко, и забил. Пробил пенальти в необычной манере, в стиле Паненки, и открыл таким образом счёт в матче; швейцарцы ни разу не смогли забить в этой серии, и ещё два забитых пенальти вывели Украину в ¼ финала, где она проиграла Италии; всего на этом чемпионате мира сыграл в четырёх матчах. Пробивал пенальти таким же способом ещё несколько раз, но не всегда это приносило позитивный результат.
Принимал участие в отборочных турнирах Евро-2008 и чемпионата мира 2010 (на последнем входил в обойму основных игроков). Оба раза сборная Украины не смогла пройти отборочный этап. Играл в товарищеских играх в рамках подготовки к Евро-2012, которое принимала Украина — также участвовал в матчах самого турнира, преимущественно в замене, но на матч против сборной Англии вышел в стартовом составе.

## Скандалы
За время карьеры Милевский неоднократно становился фигурантом спортивных скандалов: подавляющая их часть была связана со склонностью Артёма к разгульному образу жизни.

## Личная жизнь
Младшая сестра Ксения (род. 1990) — белорусская теннисистка, в 17 лет получила звание «мастер спорта международного класса», была второй ракеткой мира среди юниоров, входила в топ-250 мирового рейтинга. Завершила карьеру в 2012 году. Ныне является тренером по теннису.

## Достижения

### Клубные
«Динамо» (Киев)
- Чемпион Украины (3): 2004, 2007, 2009
- Обладатель Кубка Украины (4): 2003, 2005, 2006, 2007
- Победитель Суперкубка Украины (3): 2006, 2009, 2011

«Тосно»
- Серебряный призёр первенства ФНЛ: 2016/17

«Динамо-Брест»
- Чемпион Беларуси: 2019
- Обладатель Кубка Беларуси: 2018
- Обладатель Суперкубка Беларуси (3): 2018, 2019, 2020

Сборная Украины
- Четвертьфиналист чемпионата мира: 2006
- Серебряный призёр молодёжного чемпионата Европы (U-21): 2006
- Бронзовый призёр юниорского чемпионата Европы (U-19): 2004

### Личные
- Лучший бомбардир чемпионата Украины: 2009/10
- Футболист года на Украине (2): 2008, 2009
- Футболист года в чемпионате Украины: 2009
- Мастер спорта Украины международного класса: 2005
- Член Клуба Блохина: 124 гола[41]
- Член бомбардирского Клуба Сергея Реброва: 57 голов
- Кавалер ордена «За мужество» III степени (2006)[42].

## Статистика выступлений
| Клуб          | Сезон   | Чемпионат | Чемпионат | Кубок | Кубок | Еврокубки | Еврокубки | Суперкубок | Суперкубок | Итого | Итого |
| Клуб          | Сезон   | Игры      | Голы      | Игры  | Голы  | Игры      | Голы      | Игры       | Голы       | Игры  | Голы  |
| ------------- | ------- | --------- | --------- | ----- | ----- | --------- | --------- | ---------- | ---------- | ----- | ----- |
| Динамо (Киев) | 2002/03 | 6         | 1         | 4     | 1     | -         | -         | -          | -          | 10    | 2     |
| Динамо (Киев) | 2003/04 | 8         | 1         | 3     | 1     | 1         | 0         | -          | -          | 12    | 2     |
| Динамо (Киев) | 2004/05 | 8         | 0         | 3     | 1     | -         | -         | -          | -          | 11    | 1     |
| Динамо (Киев) | 2005/06 | 16        | 3         | 6     | 3     | -         | -         | -          | -          | 22    | 6     |
| Динамо (Киев) | 2006/07 | 14        | 5         | 4     | 1     | 6         | 1         | 1          | 1          | 25    | 8     |
| Динамо (Киев) | 2007/08 | 21        | 5         | 7     | 0     | 4         | 0         | -          | -          | 32    | 5     |
| Динамо (Киев) | 2008/09 | 24        | 10        | 2     | 0     | 15        | 6         | 1          | 1          | 42    | 17    |
| Динамо (Киев) | 2009/10 | 27        | 17        | 3     | 1     | 6         | 1         | 1          | 0          | 37    | 19    |
| Динамо (Киев) | 2010/11 | 26        | 9         | 3     | 2     | 14        | 6         | -          | -          | 43    | 17    |
| Динамо (Киев) | 2011/12 | 18        | 6         | 2     | 1     | 8         | 1         | 1          | 1          | 29    | 9     |
| Динамо (Киев) | 2012/13 | 10        | 0         | 1     | 0     | 4         | 0         | -          | -          | 15    | 0     |
| Всего         | Всего   | 178       | 57        | 38    | 11    | 58        | 15        | 4          | 3          | 278   | 86    |
| Газиантепспор | 2013/14 | 6         | 1         | 3     | 0     | -         | -         | -          | -          | 9     | 1     |
| Всего         | Всего   | 6         | 1         | 3     | 0     | 0         | 0         | 0          | 0          | 9     | 1     |
| Хайдук        | 2014/15 | 21        | 3         | 5     | 0     | 1         | 0         | -          | -          | 27    | 3     |
| Всего         | Всего   | 21        | 3         | 5     | 0     | 1         | 0         | 0          | 0          | 27    | 3     |
| Сплит         | 2015/16 | 1         | 0         | -     | -     | -         | -         | -          | -          | 1     | 0     |
| Всего         | Всего   | 1         | 0         | 0     | 0     | 0         | 0         | 0          | 0          | 1     | 0     |
| Конкордия     | 2015/16 | 13        | 5         | 2     | 1     | -         | -         | -          | -          | 15    | 6     |
| Всего         | Всего   | 13        | 5         | 2     | 1     | 0         | 0         | 0          | 0          | 15    | 6     |
| Тосно         | 2016/17 | 17        | 0         | 1     | 0     | 0         | 0         | 0          | 0          | 18    | 0     |
| Всего         | Всего   | 17        | 0         | 1     | 0     | 0         | 0         | 0          | 0          | 18    | 0     |
| Динамо-Брест  | 2017    | 15        | 5         | 1     | 0     | 2         | 0         | 0          | 0          | 18    | 5     |
| Динамо-Брест  | 2018    | 14        | 3         | 5     | 2     | 0         | 0         | 1          | 0          | 20    | 5     |
| Всего         | Всего   | 29        | 8         | 6     | 2     | 2         | 0         | 1          | 0          | 38    | 10    |
| Кишварда      | 2018/19 | 8         | 0         | 1     | 0     | 0         | 0         | 0          | 0          | 9     | 0     |
| Всего         | Всего   | 8         | 0         | 1     | 0     | 0         | 0         | 0          | 0          | 9     | 0     |
| Динамо-Брест  | 2019    | 26        | 4         | 2     | 0     | 0         | 0         | 1          | 0          | 29    | 4     |
| Динамо-Брест  | 2020    | 27        | 6         | 6     | 0     | 3         | 0         | 1          | 0          | 37    | 6     |
| Всего         | Всего   | 53        | 10        | 8     | 0     | 3         | 0         | 2          | 0          | 66    | 10    |
| Минай         | 2020/21 | 10        | 0         | 0     | 0     | 0         | 0         | 0          | 0          | 10    | 0     |
| Всего         | Всего   | 10        | 0         | 0     | 0     | 0         | 0         | 0          | 0          | 10    | 0     |
| Итого         | Итого   | 336       | 84        | 64    | 14    | 64        | 15        | 7          | 3          | 471   | 116   |

## Видео
- Артем Мілевський «Міля». Документальный фильм. 2+2, 2016 г., 45 мин.